# Lipton
Lipton è un'azienda scozzese produttrice di tè.

## Storia

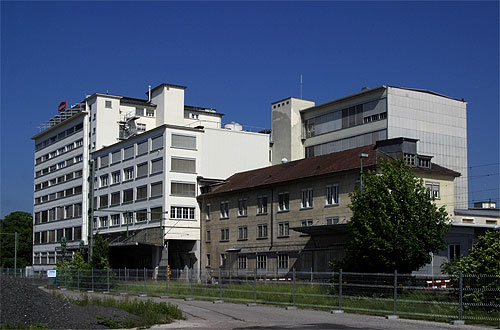
Attuale sede della Lipton in Svizzera

La Lipton fu fondata alla fine del XIX secolo da Thomas Lipton a Glasgow in Scozia. Nel 1893, stabilì il Thomas J. Lipton Company, una società di imballaggio di tè con sede e stabilimento a Hoboken in New Jersey. La Lipton ebbe un successo immediato negli Stati Uniti. Thomas Lipton fu nominato inoltre cavaliere dalla Regina Vittoria nel 1898 all'età di 48 anni.
Nel 1929, la Lipton tè fu una delle tante attività alimentari che si unirono alla Home and Colonial Stores formando una società alimentare con oltre tremila negozi. Rimasero uniti con questo nome fino al 1961, quando presero il nome di "Allied Stores". La Lipton tè divento una catena di supermercati focalizzata solo su singole città, prima dell'acquisto dell'Allied Stores da parte dell'Argyll Group: la catena di supermercati assunse il nome "Presto" negli anni 1980.

### Acquisizione da parte di Unilever
Nel frattempo il marchio Lipton fu acquisito dalla Unilever in una serie di transazioni separate, iniziando nel 1938 con l'acquisizione del marchio negli Stati Uniti ed in Canada e terminando nel 1982, quando la Unilever acquisì il marchio in tutto il mondo. Sotto la gestione della Unilever, nel 1991 fu avviata una joint venture con la PepsiCo, per la commercializzazione di tè in lattina e brick nell'America del nord. Seguì una seconda collaborazione nel 2003 sotto il marchio Pepsi-Lipton International (PLI), in cui il mercato del tè in lattina si espanse in quasi tutto il mondo.
La Pepsi-Lipton International è stata ampliata nel settembre 2007 per includere un numero di grandi mercati europei. La PepsiCo e la Unilever raggiungono un controllo del 50% delle azioni di queste joint-venture.
A causa dello scandalo del latte cinese nel 2008, la Unilever richiamò la sua fornitrice di latte in polvere di proprietà della Lipton a Hong Kong e Macao il 30 settembre 2008. Il tè in polvere, con cui viene usato il latte in polvere cinese come primo ingrediente, fu richiamato dopo che i controlli interni avevano trovato tracce di melammina nella polvere.
I prodotti Lipton sono ormai destinati al mercato di massa. Come la maggior parte dei tè, il tè Lipton è una miscela di varie piantagioni di tè in varie parti del mondo, tra paesi i produttori sono ben noti l'India, lo Sri Lanka, il Kenya, la Colombia e la Cina. La Lipton Yellow Label è una miscela di ben venti tè. Attualmente la Lipton possiede ancora piantagioni in Africa orientale (Kenya e Tanzania).
Nel maggio del 2007, la Unilever è diventata la prima azienda ad impegnarsi per approvvigionamento di tutti i suoi tè in modo sostenibile.
Lavorando con la Rainforest Alliance, un'organizzazione ambientale internazionale, la Lipton e la sua società madre: la Unilever, ha annunciato che tutte le bustine di tè etichettate "Lipton Yellow Label" vendute in europa occidentale potrebbero essere certificate entro il 2010 e tutte le bustine di tè Lipton vendute nel mondo entro il 2015. Le piantagioni di tè Lipton sono state infatti tra i primi ad essere certificate. Prodotti muniti del sigillo Rainforest Alliance apparvero su mercati dell'Europa occidentale nel 2008 e cominciarono ad apparire in Nord America nel 2009. Il 6 maggio 2009, la Lipton ricevette un riconoscimento per il suo lavoro con la Rainforest Alliance.

### Vendita da parte di Unilever
Nel novembre 2021 Unilever ha ceduto il marchio Lipton al gruppo di private equity CVC Capital. L'operazione è stata completata nel luglio 2022.

## Marchi
I principali marchi della Lipton sono Lipton Yellow Label e Lipton Ice Tea, il secondo prodotto e distribuito in collaborazione con la PepsiCo. Esistono anche altre linee di prodotti come Tè Verde Lipton, Lipton Green Ice Tea, Lipton Deteinato e altri tè. Nel 2008 è stato inoltre lanciato il marchio Lipton Linea in Europa, una varietà di tè verde.

## La Lipton nel mercato mondiale
Disponibile in oltre 110 paesi nel mondo, la Lipton è particolarmente popolare in Europa, Nord America e il Medio Oriente, parte dell'Asia, dell'Australia e Nuova Zelanda. Nonostante le sue origini britanniche, alcuni marchi come Lipton Yellow Label non sono commercializzati in Gran Bretagna. Tuttavia, la Lipton Ice Tea e tè alla frutta sono disponibili nel Regno Unito.